# Lista de primeiros-ministros do Canadá

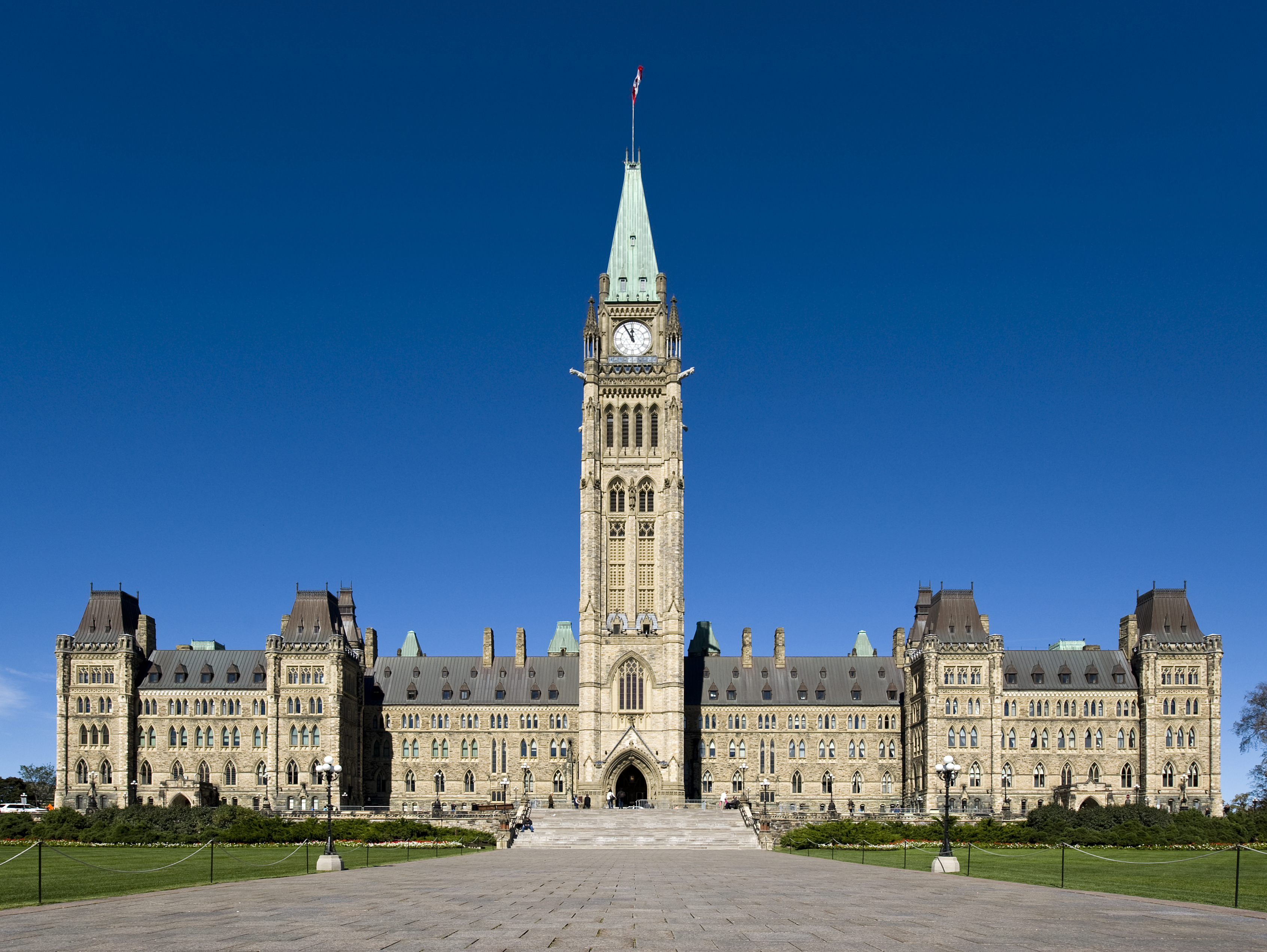
O Centre Block, a sede do parlamento canadense.

O cargo de primeiro-ministro do Canadá já foi ocupado por 24 pessoas diferentes, com o primeiro sendo John A. Macdonald e o mais recente Mark Carney, atualmente em exercício. O primeiro-ministro atua como o principal Ministro da Coroa, chefe de gabinete e dessa forma chefe de governo do Canadá. Oficialmente ele é nomeado pelo governador-geral, porém por convenção constitucional o primeiro-ministro deve ter a confiança da Câmara dos Comuns. Normalmente, essa pessoa é o líder do partido que possui o maior número de representantes na câmara. Entretanto, se o líder não possui o apoio da maioria, o governador-geral pode nomear outra pessoa que tenha o apoio ou dissolver o parlamento e convocar uma nova eleição. Também por convenção constitucional o primeiro-ministro mantém um acento no parlamento e, desde o século XX, isso significa a Câmara dos Comuns.
O cargo não é definido em nenhum dos documentos que formam a parte escrita da Constituição do Canadá; o Poder Executivo é formalmente investido no soberano e exercido pelo governador-geral em seu nome. O primeiro-ministro é parte da tradição e convenção constitucional do Canadá. O cargo foi inicialmente modelado a partir do equivalente britânico. John A. Macdonald foi formalmente convocado em 24 de maio de 1867 por lorde Charles Monck, 4.º Visconde Monck e o então governador-geral, a fim de formar o primeiro governo da Confederação Canadense. O primeiro ministério assumiu oficialmente seus cargos em 1 de julho de 1867.
A data em que um primeiro-ministro inicia seu mandato é determinada pela data em que seu ministério assume suas funções, já que um juramento não é necessário. Entretanto, desde 1957 o primeiro-ministro tradicionalmente realiza um juramento. Antes de 1920, renúncias eram aceitas imediatamente pelo governador-geral e o último dia de seus cargos era a data em que tinha morrido ou a data de sua renúncia. Desde então o primeiro-ministro apenas renuncia formalmente quando um novo ministério está pronto para ser formado. O Ato de Interpretação de 1967 afirma que "onde uma nomeação é efetivada ou encerrada em um dia específico, essa nomeação é considerada efetiva ou encerrada após o final do dia anterior". Dessa forma, apesar do primeiro-ministro renunciar formalmente apenas horas antes do novo ministério prestar seus juramentos, ambos no mesmo dia, os ministérios efetivamente são alterados à meia-noite do dia anterior. Algumas fontes, como o Parlamento do Canadá, aplicam essa convenção desde pelo menos 1917.

## Primeiros-ministros
Legenda:
     Partido Conservador Histórico (inclui Liberal-Conservador, Conservador, Unionista, Liberal e Conservador Nacional, e Progressista Conservador)      Partido Liberal      Partido Conservador
| Nº | Primeiro-Ministro | Primeiro-Ministro     | Início do mandato      | Fim do mandato         | Partido                                              | Eleições            | Monarca | Refs   |
| -- | ----------------- | --------------------- | ---------------------- | ---------------------- | ---------------------------------------------------- | ------------------- | ------- | ------ |
| 1  |                   | Sir John A. Macdonald | 1 de julho de 1867     | 5 de novembro de 1873  | Conservador Histórico Liberal-Conservador            | 1867 1872           | Vitória | [ 5 ]  |
| 2  |                   | Alexander Mackenzie   | 7 de novembro de 1873  | 8 de outubro de 1878   | Liberal                                              | 1874                | Vitória | [ 6 ]  |
| 3  |                   | Sir John A. Macdonald | 17 de outubro de 1878  | 6 de junho de 1891     | Conservador Histórico Liberal-Conservador            | 1878 1882 1887 1891 | Vitória | [ 5 ]  |
| 4  |                   | Sir John Abbott       | 16 de junho de 1891    | 24 de novembro de 1892 | Conservador Histórico Liberal-Conservador            | -                   | Vitória | [ 7 ]  |
| 5  |                   | Sir John Thompson     | 5 de dezembro de 1892  | 12 de dezembro de 1894 | Conservador Histórico Liberal-Conservador            | -                   | Vitória | [ 8 ]  |
| 6  |                   | Sir Mackenzie Bowell  | 21 de dezembro de 1894 | 27 de abril de 1896    | Conservador Histórico Conservador                    | -                   | Vitória | [ 9 ]  |
| 7  |                   | Sir Charles Tupper    | 1 de maio de 1896      | 8 de julho de 1896     | Conservador Histórico Conservador                    | -                   | Vitória | [ 10 ] |
| 8  |                   | Sir Wilfrid Laurier   | 11 de julho de 1896    | 6 de outubro de 1911   | Liberal                                              | 1896 1900 1904 1908 | Vitória | [ 11 ] |
| 8  | Eduardo VII       | Sir Wilfrid Laurier   | 11 de julho de 1896    | 6 de outubro de 1911   | Liberal                                              | 1896 1900 1904 1908 |         | [ 11 ] |
| 8  | Jorge V           | Sir Wilfrid Laurier   | 11 de julho de 1896    | 6 de outubro de 1911   | Liberal                                              | 1896 1900 1904 1908 |         | [ 11 ] |
| 9  |                   | Sir Robert Borden     | 10 de outubro de 1911  | 10 de julho de 1920    | Conservador Histórico Conservador Unionista          | 1911 1917           | [ 12 ]  |        |
| 10 |                   | Arthur Meighen        | 10 de julho de 1920    | 29 de dezembro de 1921 | Conservador Histórico Liberal e Conservador Nacional | -                   | [ 13 ]  |        |
| 11 |                   | Mackenzie King        | 29 de dezembro de 1921 | 28 de junho de 1926    | Liberal                                              | 1921 1925           | [ 14 ]  |        |
| 12 |                   | Arthur Meighen        | 29 de junho de 1926    | 25 de setembro de 1926 | Conservador Histórico Conservador                    | -                   | [ 13 ]  |        |
| 13 |                   | Mackenzie King        | 25 de setembro de 1926 | 7 de agosto de 1930    | Liberal                                              | 1926                | [ 14 ]  |        |
| 14 |                   | R. B. Bennett         | 7 de agosto de 1930    | 23 de outubro de 1935  | Conservador Histórico Conservador                    | 1930                | [ 15 ]  |        |
| 15 |                   | Mackenzie King        | 23 de outubro de 1935  | 15 de novembro de 1948 | Liberal                                              | 1935 1940 1945      | [ 14 ]  |        |
| 15 | Eduardo VIII      | Mackenzie King        | 23 de outubro de 1935  | 15 de novembro de 1948 | Liberal                                              | 1935 1940 1945      | [ 14 ]  |        |
| 15 | Jorge VI          | Mackenzie King        | 23 de outubro de 1935  | 15 de novembro de 1948 | Liberal                                              | 1935 1940 1945      | [ 14 ]  |        |
| 16 |                   | Louis St. Laurent     | 15 de novembro de 1948 | 21 de junho de 1957    | Liberal                                              | 1949 1953           | [ 16 ]  |        |
| 16 | Isabel II         | Louis St. Laurent     | 15 de novembro de 1948 | 21 de junho de 1957    | Liberal                                              | 1949 1953           | [ 16 ]  |        |
| 17 |                   | John Diefenbaker      | 21 de junho de 1957    | 22 de abril de 1963    | Conservador Histórico Progressista Conservador       | 1957 1958 1962      | [ 17 ]  |        |
| 18 |                   | Lester B. Pearson     | 22 de abril de 1963    | 20 de abril de 1968    | Liberal                                              | 1963 1965           | [ 18 ]  |        |
| 19 |                   | Pierre Trudeau        | 20 de abril de 1968    | 4 de junho de 1979     | Liberal                                              | 1968 1972 1974      | [ 19 ]  |        |
| 20 |                   | Joe Clark             | 4 de junho de 1979     | 3 de março de 1980     | Conservador Histórico Progressista Conservador       | 1979                | [ 20 ]  |        |
| 21 |                   | Pierre Trudeau        | 3 de março de 1980     | 30 de junho de 1984    | Liberal                                              | 1980                | [ 19 ]  |        |
| 22 |                   | John Turner           | 30 de junho de 1984    | 17 de setembro de 1984 | Liberal                                              | -                   | [ 21 ]  |        |
| 23 |                   | Brian Mulroney        | 17 de setembro de 1984 | 25 de julho de 1993    | Conservador Histórico Progressista Conservador       | 1984 1988           | [ 22 ]  |        |
| 24 |                   | Kim Campbell          | 25 de julho de 1993    | 4 de novembro de 1993  | Conservador Histórico Progressista Conservador       | -                   | [ 23 ]  |        |
| 25 |                   | Jean Chrétien         | 4 de novembro de 1993  | 12 de dezembro de 2003 | Liberal                                              | 1993 1997 2000      | [ 24 ]  |        |
| 26 |                   | Paul Martin           | 12 de dezembro de 2003 | 6 de fevereiro de 2006 | Liberal                                              | 2004                | [ 25 ]  |        |
| 27 |                   | Stephen Harper        | 6 de fevereiro de 2006 | 4 de novembro de 2015  | Conservador                                          | 2006 2008 2011      | [ 26 ]  |        |
| 28 |                   | Justin Trudeau        | 4 de novembro de 2015  | 14 de março de 2025    | Liberal                                              | 2015 2019 2021      | [ 27 ]  |        |
| 28 | Carlos III        | Justin Trudeau        | 4 de novembro de 2015  | 14 de março de 2025    | Liberal                                              | 2015 2019 2021      | [ 27 ]  |        |
| 29 |                   | Mark Carney           | 14 de março de 2025    | Em exercício           | Liberal                                              | 2025                | [ 28 ]  |        |